# Henry John Madill
Pour les articles homonymes, voir Madill.
Henry J. Madill (né le 30 mars 1829, à Hunterstown, en Pennsylvanie, mort le 29 juin 1899 à Towanda, en Pennsylvanie(p353),) est un avocat et colonel et major général breveté de l'armée de l'Union pendant la guerre de Sécession.

## Avant la guerre
Madill suit un enseignement privé, et est admis au barreau du comté de Bradford en 1851. Il épouse en 1856 Ellen Scott, fille du juge George Scott. 

## Guerre de Sécession
Il est élu commandant du 6th Pennsylvania Reserves le 22 juin 1861. Le 30 août 1862, il est nommé colonel du 141st Pennsylvania Infantry.
Le deuxième jour de la bataille de Gettysburg, le colonel Madill et son régiment font face à l'assaut des 17th Mississippi Infantry et 13th Mississippi Infantry commandés par William Barksdale. En position exposée, Madill fait reculer le 141st Pennsylvania Infantry vers la route  du champ de blé et forme une nouvelle ligne aux côtés du 68th Pennsylvania Infantry(p329). Le régiment, isolé, subit alors une charge du 21st Mississippi Infantry. En quelques minutes 180 hommes sont fauchés par les vétérans confédérés. Madill décrit ainsi la situation : « L'ennemi, après le repli du soixante-huitième, s'avança vers la grange. J'étais submergé par le grand nombre de l'ennemi. J'ai été obligé de retraiter ». Lors de la retraite, Madill porte lui-même les couleurs du régiment(p136-7).
Le 23 juillet 1863, il commande une brigade à la bataille de Manassas Gap. Lorsque le colonel Thomas W. Egan est blessé lors de la seconde bataille de Petersburg le 16 juin 1864, Madill assume le commandement la brigade(p391). Le 28 juillet 1864, Madill prend officiellement le commandement de la seconde brigade de la troisième division du IIe corps(p409-410).
Madill est breveté brigadier général le 2 décembre 1864 par décret présidentiel(p683). Il est breveté major général des volontaires, le 15 mars 1865.
Lors de la campagne d'Appomatox, le 2 avril 1865, la brigade de Madill, faisan partie de l'avant-garde de la division du brigadier général Nelson A. Miles du corps d'Humphreys lance un assaut contre les positions retranchées à Sutherland Station. La brigade est repoussée, subissant de lourdes pertes dont Madill qui est blessé. Le commandement de la brigade échoie alors au colonel Clinton D. McDougall qui est lui aussi blessé au cours des combats(p471).
Au cours de la guerre, Madill est blessé à trois reprises et a eu six chevaux tués sous lui. Il quitte le service actif des volontaires le 28 mai 1865(p683).

## Après la guerre
Après la guerre, Henty J. Madill reprend sa carrière d'avocat. Il est élu officier d'état civil et archiviste du comté. Il représente aussi sa région à l'assemblée de l'État.
Il décède le 29 juin 1899 et est enterré dans le cimetière de Wysox.